# ミトー市
座標: 北緯10度21分 東経106度21分 / 北緯10.350度 東経106.350度
ミトー市 (ベトナム語：Thành phố Mỹ Tho / 城庯美湫  発音, クメール語: Me Sor) はメコンデルタ地帯にあるベトナムの都市で、ティエンザン省の省都。地名はクメール語meesɑɑ（白い女）に由来。

## 行政区画
以下の11坊6社を管轄する。
- 第1坊（Phường 1）
- 第2坊（Phường 2）
- 第3坊（Phường 3）
- 第4坊（Phường 4）
- 第5坊（Phường 5）
- 第6坊（Phường 6）
- 第7坊（Phường 7）
- 第8坊（Phường 8）
- 第9坊（Phường 9）
- 第10坊（Phường 10）
- タンロン坊（Tân Long / 新隆）
- ダオタイン社（Đạo Thạnh / 道盛）
- ミーフォン社（Mỹ Phong / 美豐）
- フオックタイン社（Phước Thạnh / 福盛）
- タンミーチャイン社（Tân Mỹ Chánh / 新美政）
- トイソン社（Thới Sơn / 泰山）
- チュンアン社（Trung An / 中安）

## 観光
ホーチミン市から日帰りで訪れることのできるメコン川クルーズの観光地として人気があり、中洲のトイソン島（Cồn Thới Sơn）には果樹園や運河が観光用として整備されている。メコン川対岸のベンチェとは、2009年に開通した国道60号線とラックミエウ橋で結ばれている。街には国道1A号線が通っており、ホーチミン市やカントーなどと結ばれている。

## 歴史
付近はかつてクメール王朝の領域であり、現在も多数のクメール人が住んでいる。17世紀中盤、明の滅亡により、50隻の船と3千人の部下を連れ広南国に亡命してきた楊彦迪（ズオン・ガン・ディック）の入植により拓かれた。広南国滅亡後の1785年に残党およびシャム連合軍と西山朝によって行われたラックガム＝ソアイムットの戦いが著名である。